# HC Frýdek-Místek
Le HC Frýdek-Místek est un club de hockey sur glace de Frýdek-Místek en République tchèque. Il évolue dans la 1. liga, le deuxième échelon tchèque.

## Historique
Le club est créé en 1976 sous le nom de TJ VP Frýdek-Místek. La saison suivante, il est renommé TJ Slezan Frýdek-Místek. De 1990 à 1997, il est nommé HC Slezan Frýdek-Místek. En 1997, il prend le nom de HC Frýdek-Místek. L'emblème du club est le lynx.

## Palmarès
- Néant.